# Jean-Joseph Lannes
Pour les articles homonymes, voir Jean Lannes et Lannes.
Jean-Joseph Lannes, né le 3 septembre 1825 à Aiguilles, et mort le 15 mai 1895  à Briançon est un botaniste français du XIXe siècle.

## Biographie

### Famille
Jean-Joseph Lannes est le fils de Jean Lannes, originaire de la Haute-Garonne, et de Françoise Nouvel. Il épouse Marie Joséphine Roux dont il a au moins deux filles dont l'une épouse Auguste Roman, menuisier à Villar-Saint-Pancrace, et l'autre Gérard Pierre Adrien, instituteur au Monêtier-les-Bains.

### Carrière professionnelle
Jean-Joseph Lannes fait, comme son père, carrière dans les douanes.
| Année | Grade               | Poste                 |
| ----- | ------------------- | --------------------- |
| 1846  | Préposé des douanes | La Vachette           |
| 1847  | Préposé des douanes | La Vachette           |
| 1848  | Préposé des douanes | Sainte Catherine      |
| 1849  | Préposé des douanes | Sainte Catherine      |
| 1850  | Sous-brigadier      | Saint-Véran           |
| 1851  | Sous-brigadier      | Saint-Véran           |
| 1852  | Brigadier           | Saint-Véran           |
| 1853  | Brigadier           | Saint-Véran           |
| 1854  | Brigadier           | Saint-Véran           |
| 1855  | Brigadier           | Saint-Véran           |
| 1856  | Brigadier           | Saint-Véran           |
| 1857  | Brigadier           | Saint-Véran           |
| 1858  | Lieutenant          | Le Monêtier-les-Bains |
| 1859  | Lieutenant          | Le Monêtier-les-Bains |
| 1860  | Lieutenant          | Serennes              |
| 1861  | Lieutenant          | Barcelonnette         |
| 1862  | Lieutenant          | Le Monêtier-les-Bains |
| 1863  | Lieutenant          | Le Monêtier-les-Bains |
| 1864  | Lieutenant          | Névache               |
| 1865  | Lieutenant          | Névache               |

### Œuvre scientifique

#### Collections
La Bibliothèque Municipale de Briançon conserve l'herbier collecté par Jean-Joseph Lannes entre 1859 et 1893. Celui-ci occupe onze grosses caisses en bois dont chacune contient, en moyenne, trois piles de six liasses. L'ensemble, que l'on considère en très mauvais état, comprend environ 16 000 planches.

### Ouvrages généraux
- Félix Allemand, Dictionnaire biographique des Hautes-Alpes : avec bibliographie, armoiries, sceaux & portraits, Gap, Imprimerie et librairie alpines, 1911 (lire en ligne), p. 288.

### Publications en ligne
- Jean-pierre Jouve (Maire de la commune d'Aiguilles, officier d'état-civil), Greffe du Tribunal de grande instance des Hautes-Alpes, « Aiguilles, registre d'état civil, naissance, mariage, décès, 1821-1825. : Acte n°80, année 1825, naissance de Jean-Joseph Lannes », Archives départementales des Hautes-Alpes, 4 septembre 1825
- Auguste Allemand (Adjoint au maire de la commune de Briançon, faisant fonction d'officier d'état-civil par délégation spéciale), Greffe du Tribunal de grande instance des Hautes-Alpes, « Briançon, registre d'état civil, naissance, mariage, décès, 1895. : Acte de décès n°68, Jean-Joseph Lannes », Archives départementales des Hautes-Alpes, 15 mai 1895
- Muriel Durand et Morgane Noullet, « Herbier Jean-Joseph Lannes », Association Tela Botanica, 25 février 2011